# Sułów (Petite-Pologne)
Pour les articles homonymes, voir Sułów.
Sułów est un village de Pologne, situé dans la gmina de Biskupice, dans le Powiat de Wieliczka, dans la Voïvodie de Petite-Pologne dans le Sud de la Pologne.